# Microplitis mongolicus
Microplitis mongolicus är en stekelart som beskrevs av Papp 1967. Microplitis mongolicus ingår i släktet Microplitis och familjen bracksteklar. Inga underarter finns listade i Catalogue of Life.